# Martin Glváč
Martin Glváč (ur. 20 listopada 1967 w Bratysławie) – słowacki polityk i prawnik, w latach 2006–2010 wiceminister budownictwa i rozwoju regionalnego, od 2012 do 2016 minister obrony.

## Życiorys
W 1992 ukończył studia prawnicze na Uniwersytecie Komeńskiego w Bratysławie. Pracował jako menedżer w różnych przedsiębiorstwach, w 2001 rozpoczął praktykę w zawodzie adwokata.
Zaangażował się w działalność polityczną w ramach partii SMER. W wyborach w 2006, 2010 i 2012 z jej ramienia wybierany na posła do Rady Narodowej. Mandat wykonywał w latach 2010–2012. Od 2006 do 2010 w pierwszym rządzie Roberta Ficy pełnił funkcję sekretarza stanu w Ministerstwie Budownictwa i Rozwoju Regionalnego. Gdy w 2012 Robert Fico formował swój drugi gabinet, nominował Martina Glváča na stanowisko ministra obrony.
W 2016 ponownie wybrany do parlamentu. 22 marca 2016 odszedł z rządu (jeszcze przed ustąpieniem gabinetu) w związku z zamiarem objęcia funkcji wiceprzewodniczącego Rady Narodowej, na którą powołano go następnego dnia.